# Steinreihe von Gwytherin
Die Steinreihe von Gwytherin (auch Gwytherin Four Stones oder St Winnifreds genannt) steht auf dem Friedhof der 1869 St Winnifred geweihten Kirche, in der Mitte des wegen seiner Schönheit mehrfach prämierten Dorfes Gwytherin in Conwy County Borough im Norden von Wales.

## Steinreihe und Inschrift
Auf dem auf einem Hügel liegenden Friedhof von St Winnifred befindet sich an der Nordseite der Kirche, neben drei alten Eiben, eine etwa west-ost-orientierte Steinreihe aus vier 1,0 bis 1,2 m hohen Menhiren im Abstand von insgesamt 3,0 m. Die erste Erwähnung stammt aus dem Jahre 1710. Der westlichste Stein trägt eine lateinische Inschrift:

„VINNEMAGLI FILI SENEMAGLI“

„[Dies ist der Stein von] Vinnemaglus, [dem] Sohn von Senemaglus“

Es ist möglich, dass die lateinische Inschrift über einer Oghaminschrift angebracht wurde.

## Geschichte
Die Namen der lateinischen Inschrift deuten auf das 5. oder 6. Jahrhundert. Über die Personen Vinnemaglus und Senemaglus ist nichts bekannt. Möglicherweise sind die Steine aber bereits in der Bronzezeit errichtet worden und bildeten einen vorchristlichen Kultort, an dessen Stelle in frühchristlicher Zeit eine Kirche errichtet wurde.
Im 7. Jahrhundert bestand in Gwytherin offenbar ein Doppelkloster, das von Eleri, seiner Mutter Tenoi und der entfernt verwandten Gwenfrewy (auch Winnifred oder Winefred genannt) gegründet wurde. Eleri wurde Abt des Männerklosters, Tenoi Äbtissin des Frauenklosters. Nach ihrem Tod ging das Amt an Gwenfrewy über.